# トーマス・デ・ヘント
トーマス・デ・ヘント（Thomas De Gendt、1986年11月6日 - ）は、ベルギー、シント＝ニクラース出身の自転車競技（ロードレース）選手。

## 経歴
2009年、トップスポート・フラーンデレン＝メルカトルに移籍。
2011年、ヴァカンソレイユ・DCMに移籍。
2012年ジロ・デ・イタリアで総合3位、ステルヴィオ峠がゴールの第20ステージを制した。
2014年、オメガファーマ・クイックステップに移籍。
2015年、ロット・ソウダルに移籍。
2016年ツール・ド・フランスの第12ステージ、フランス革命記念日の山頂フィニッシュ(悪天候により、モン・ヴァントゥーからシャレ・レナールに変更)で見事な逃げ切り勝利。
2019年ツール・ド・フランスの第8ステージではスタート500メートルから先頭に抜け出し、そのまま200kmのステージを逃げ切り勝利。ツール・ド・フランス通算2勝目を挙げた。

## 特徴
Ｕ23の時から幾つかの成果を挙げており、プロになってからはパリ・ニースやツール・ド・スイスで勝利を収めた。そして、2012年のジロ・デ・イタリアでチーマコッピであるステルヴィオ峠で驚きの逃げ切り勝利を挙げ、総合3位の成績を残した。タイムトライアルも得意としており、ブラバンツ・パイル、ツール・ド・フランスやジロ・デ・イタリアでチームに貢献した。大逃げを決めての区間優勝と粘り強さが特徴で、2015年のパリ・ニースでは山岳賞を獲得し、ツール・ド・フランスではアバラを骨折してでも完走した。

## 主な戦歴

### 2009年
- Internationale Wielertrofee Jong Maar Moedig I.W.T　優勝
- ツール・ド・ワロニー　区間優勝 （第4ステージ）

### 2010年
- ブラバントス・パイル　2位
- ステル・エレクトロトゥール　総合3位

### 2011年
- パリ〜ニース　区間優勝 （第1ステージ）
- シルキュイ・ド・ロレーヌ　総合2位、区間優勝 （第3ステージ）
- ツール・ド・スイス　区間優勝 （第7ステージ）

### 2012年
- パリ〜ニース　区間優勝 （第7ステージ）
- ジロ・デ・イタリア　総合3位、区間優勝 （第20ステージ）

### 2013年
- ボルタ・シクリスタ・ア・カタルーニャ　区間優勝 （第７ステージ）

### 2015年
- パリ〜ニース　 山岳賞

### 2016年
- ボルタ・シクリスタ・ア・カタルーニャ　 山岳賞、区間優勝　(第4ステージ)
- ツール・ド・フランス　 敢闘賞　（第5, 12ステージ）、区間優勝　(第12ステージ)
- ブエルタ・ア・エスパーニャ　 敢闘賞　（第4ステージ）

### 2017年
- ツアー・ダウンアンダー　山岳賞
- クリテリウム・デュ・ドーフィネ　区間優勝（第1ステージ）
- ブエルタ・ア・エスパーニャ 区間1勝（第19ステージ）

### 2018年
- パリ〜ニース　 山岳賞
- ボルタ・シクリスタ・ア・カタルーニャ　区間優勝（第3ステージ）
- ツール・ド・ロマンディ　 山岳賞、 ポイント賞、 総合敢闘賞、区間優勝（第2ステージ）
- ブエルタ・ア・エスパーニャ　 山岳賞

### 2019年
- パリ〜ニース　 山岳賞
- ボルタ・ア・カタルーニャ 山岳賞（第1ステージ優勝）
- ツール・ド・フランス 区間優勝 (第8ステージ)

### 2021年
- ボルタ・ア・カタルーニャ 区間優勝（第7ステージ）

### 2022年
- ジロ・デ・イタリア　区間優勝（第8ステージ）

## 参照
1. ↑  ツール・ド・フランス2016第12ステージ 暴風により短縮された「魔の山」でデヘント勝利　落車＆ランのフルームが首位を守る
2. ↑  デヘントが中央山塊で鮮やかな独走勝利　攻撃に出たアラフィリップがマイヨジョーヌ奪回
3. ↑  デヘント「総合表彰台に登れれば満足」 ホアキン「今年のジロはどうしても勝ちたい」